# Ken Lawson
Kenyatta T. Lawson  (nacido el 19 de enero de 1976), más conocido como Ken L, es un actor y rapero estadounidense. Es conocido por su papel como Thaddeus "T" Radcliffe en la sitcom de comedia The Parker.

## Primeros años
Lawson actuó en muchos espectáculos de talentos cuando era joven. Alrededor de 1996, comenzó a producir y escribir música.

## Carrera
El primer papel como actor de Lawson vino cuando interpretó a Carl en la sitcom In The House. Después de eso, fue más tarde Thaddeus Radcliffe en la serie de comedia The Parkers, apareciendo ocasionalmente en la temporada primera, y luego convirtiéndose en miembro regular del elenco durante las temporadas 2 a 5, apareciendo en más de 100 episodios. Después de que The Parkers acabaron en 2004, se tomó un respiro de interpretar y dedicó su tiempo a la música. Es aún un actor pero solo hace pequeñas apariciones como en Malibu's Most Wanted, Steppin: The Movie como Mike y en la película para TV llamada Pimp 24/7 como Icey. 